# Eupithecia fuscata
Eupithecia fuscata là một loài bướm đêm trong họ Geometridae.